# Baipo
Baipo (kinesiska: 白坡乡, 白坡) är en socken i Kina. Den ligger i provinsen Sichuan, i den sydvästra delen av landet, omkring 450 kilometer sydväst om provinshuvudstaden Chengdu.
Genomsnittlig årsnederbörd är 1 301 millimeter. Den regnigaste månaden är juli, med i genomsnitt 363 mm nederbörd, och den torraste är januari, med 2 mm nederbörd.